# 記念物
記念物（きねんぶつ）
- 日本の文化遺産保護制度における「記念物」。本項で詳述する。
- ドイツの文化遺産保護制度における「記念物（独：Denkmal）」。「文化記念物（独：Kulturdenkmal）」と「自然記念物（独：Naturdenkmal）」に分類される。
- 記念の品物（「記念品」）とは異なる

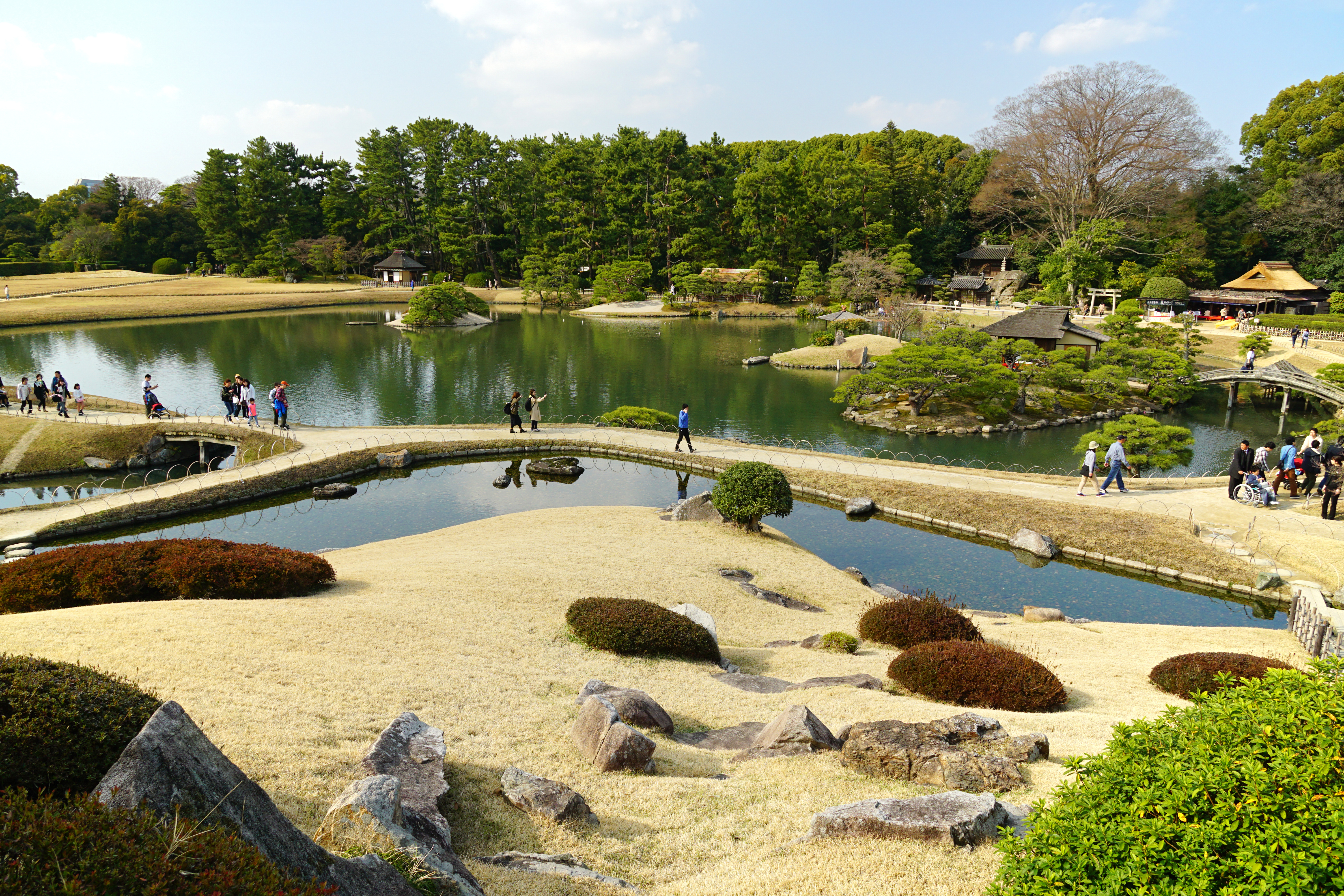
唯心山から沢の池を望む

記念物（きねんぶつ）とは、文化財保護法第2条第1項第4号に規定された文化財の種類のひとつである。「史跡」、「名勝」、「天然記念物」などの総称であるが、地方公共団体によっては「旧跡」という種別を設けて「記念物」に含めて文化財指定している場合もある（東京都、埼玉県など）。これらの記念物は、動物個体にかかわる天然記念物を除くと、いずれも土地にかかわる文化財となっている。

## 文化財保護法における「記念物」
文化財保護法第2条第1項第4号には、
貝づか、古墳、都城跡、城跡、旧宅その他の遺跡で我が国にとつて歴史上又は学術上価値の高いもの、庭園、橋梁、峡谷、海浜、山岳その他の名勝地で我が国にとつて芸術上又は観賞上価値の高いもの並びに動物（生息地、繁殖地及び渡来地を含む。）、植物（自生地を含む。）及び地質鉱物（特異な自然の現象の生じている土地を含む。）で我が国にとつて学術上価値の高いもの（以下「記念物」という。）
と規定されており、遺跡、名勝地、動植物および地質鉱物を「記念物」に含めている。考え方としては、土地に記念された文化財という考え方から発しており、動物の種を指定した場合を除くと、指定対象は、ある一定範囲の土地である。
同法第7章（第109条から第133条まで）では、「史跡名勝天然記念物」を扱っている。これが、第2条第1項第4号の「記念物」に相当する。
史跡名勝天然記念物の指定基準として、『特別史跡名勝天然記念物及び史跡名勝天然記念物指定基準』がある。

## 国指定、登録「記念物」の内訳
- 史跡：貝塚、古墳、都城跡、城跡、旧宅その他の遺跡など - 1,911件指定
  - 特別史跡：史跡のうち特に重要なもの - 64件指定
- 名勝：庭園、橋梁、峡谷、海浜、山岳など - 432件指定
  - 特別名勝：名勝のうち特に重要なもの - 36件指定
- 天然記念物：動物、植物、地質鉱物など - 1,040件指定
  - 特別天然記念物：天然記念物のうち特に重要なもの - 75件指定

なお、指定件数はそれぞれ2025年（令和7年）3月10日現在のものであり、史跡、名勝または天然記念物の、それぞれの重複指定がされている場合、重複分を含む件数である。重複指定されたものを1件とした場合の実指定件数は3,268件となる。
- 登録記念物：国または地方公共団体の指定を受けていない記念物（おもに近代のもの）のうち、保存と活用が特に必要なもの。最初の登録物件は「函館公園」（北海道函館市）、「再度（ふたたび）公園及び再度山永久植生保存地」（神戸市）、「相楽園」（神戸市）の3件で、2006年（平成18年）1月26日に官報告示された[注釈 1]。2025年（令和7年）3月10日現在で137件が登録されている。

地方公共団体が条例の定めるところにより指定する記念物も、上記の分類に準じている。

## 記念物における二段階指定制度

### 概要
記念物における二段階指定制度とは、文化財保護法において記念物として扱われる史跡、名勝、天然記念物のそれぞれに対し、国指定のものに関しては、「特に重要なもの」を選抜して「特別」の名を冠し、特別史跡、特別名勝、特別天然記念物の名称で指定する制度のことをいう。
上述のように、文化財保護法第2条第1項第4号では、「記念物」に遺跡、庭園、自然的景観（名勝地）、貴重な動植物および地質鉱物を含めており、同法の第7章（第109条－第133条）「史跡名勝天然記念物」に、その取り扱いを定めている。そのなかで第109条第2項に、
文部科学大臣は、前項の規定により指定された史跡名勝天然記念物のうち特に重要なものを特別史跡、特別名勝又は特別天然記念物（以下「特別史跡名勝天然記念物」と総称する。）に指定することができる。
とある。これが二段階指定制度である。

### 二段階指定制度採用の背景
現行の文化財保護法では文化財のいくつかの種類のうち、「有形文化財」（建造物や絵画・彫刻など）と「記念物」についてだけは、「重要文化財」や「史跡」「名勝」「天然記念物」に指定された物件のなかで特に重要なものをそれぞれ「国宝」あるいは「特別史跡」「特別名勝」「特別天然記念物」に指定している。
これは、文化財保護法が制定された1950年（昭和25年）当時の日本の財政状況や政治情勢では指定文化財のすべてについて必要十分な保護措置がとれないために、そのとき新設された「無形文化財」は別としても、戦前の国宝保存法と史蹟名勝天然紀念物保存法による指定物件を多く引き継いだ「有形文化財」および「記念物」の2種については、指定物件のなかから特に重点的に保護する対象を厳選する必要にせまられたためであった。今日では単に資料価値のランクのように扱われることがある。

## 日本の旧法による記念物保護
1919年（大正8年）の「史蹟名勝天然紀念物保存法」によって、記念物の法的な保護制度が確立した。
当時、遺跡保存の運動の中心にいたのは東京帝国大学で国史学教室を主宰していた黒板勝美であった。黒板は、遺跡保存の先進地であったイギリスに留学経験のある日本の古代史学者であり、保存すべき対象として国史学で用いられることの多かった「史蹟」の語を用いたのである。
それに対し、「天然紀念物（天然記念物）」の語を用いたのは、東京帝大の植物学教授三好学である。かれはドイツに留学したが、ドイツには「文化記念物」（クルトゥール・デンクマール　de:Kulturdenkmal）と「自然記念物」（ナトゥール・デンクマール　de:Naturdenkmal）の分類があり、このうちの後者の概念を輸入した。
記念物で指し示すなかみが「史跡名勝天然記念物」と長い名称となった理由、また、これを「記念物」として一括した理由には上記のような背景があった。

## 海外における記念物保護
1515年にローマ教皇レオ10世が画家・建築家のラファエロ・サンティを古代文物調査官に任命した。ヨーロッパでは、これを文化財保護の歴史の嚆矢であるとする見解がある。
1666年、スウェーデン王国で国王カール11世時代の政府が遺跡の保護について、これを布告している。それは「我が祖先と全王国の名誉をたかめうるような記念物」、「父祖の地でこれまで生活した人びとを想起させる古代記念物」の保護であった。ヨーロッパで国家が文化財保護をおこなった最初である。
1721年、ポルトガル王国で「寛大王」と呼ばれたジョアン5世が、ポルトガルに所在する15世紀から16世紀にかけての大航海時代の歴史記念物の保護を定めた詔勅を発布している。
1832年のコンスタンティノープル条約でオスマン帝国から正式に独立したギリシア王国では、オソン1世治下の1834年に「記念物法」を施行した。オスマン支配の時代にギリシアの文化遺産の海外流出はいちじるしく、その防止をはかろうとしたものである。
1887年にはフランス共和国（第三共和政）で「歴史記念物法」が定められた。ヨーロッパの近代国家のほとんどは、19世紀に文化財や記念物、遺跡保護のための法体系を整備していった。なお、日本の「史蹟名勝天然紀念物保存法」の制定は1919年のことである。

## 補足
記念物においては、「史跡」と「名勝」など複数の種別にまたがって指定される場合も多い。たとえば秋田県と青森県にまたがる「十和田湖および奥入瀬渓流」は、その価値によって「特別名勝」と「天然記念物」の2つの種別の記念物に指定されている。